# مؤسسه الانا و ميدلين
مؤسسة ألانا وميدلين (بالإنجليزية: Alannah & Madeline)‏ هي مؤسسة خيرية وطنية أسترالية أطلقت في 30 أبريل 1997.
مهمة المؤسسة الحفاظ علي سلامه الأطفال من العنف، تهتم المؤسسة بالأطفال الذين عانوا من العنف وتدير البرامج التي تهدف إلى منع العنف في حياه الأطفال. تلعب المؤسسة دورا للدفاع، عن طريق كونها صوتا ضد العنف في مرحله الطفولة. تقع المؤسسة في فيكتوريا.

## المؤسسة والتاريخ
أنشئت المؤسسة في ذكري ميلاد ميدلين (ثلاث سنوات) وألانا (ستة سنوات)، اللذان قتلا مع أمهما واثنين وثلاثون آخرين في تاسمانيا في 28 أبريل 1996 قام ألنا ووالد مادلين والترا ميكس وفيل ويست ومجموعة صغيرة من المتطوعين بتأسيس المؤسسة في ذكري الفتيات، وهي جمعية وطنية خيرية تعتقد بأن جميع الأطفال يجب ان يكونوا آمنين وسعداء دون التعرض لأي شكل من اشكال العنف. قام رئيس وزراء تاسمانيا جون هوارد باداره الإطلاق الوطني للمؤسسة في 30 أبريل 1997.